# 無敵神貓
《無敵神貓》（英語：Top Cat），是一套由1961年9月至1962年4月間，於美國ABC播放的動畫。由汉纳-巴伯拉制片公司所創作。

## 評價
常識媒體給電視戲二星（滿分五星）的評價。

## 外部連結
- Top Cat Unofficial Site （页面存档备份，存于）